# Seznam vikářů Jeho Svatosti pro Vatikánské město
- Agostino Zampini, O.S.A. (30. květen 1929 – 7. červen 1937 zemřel)
- Alfonso Camillo De Romanis, O.S.A. (20. srpen 1937 – 18. leden 1950 zemřel)
- Petrus Canisius van Lierde, O.S.A. (13. leden 1951 – 14. leden 1991 rezignoval)
- Aurelio Sabattani (14. leden 1991 – 1. červenec 1991 rezignoval)
- Virgilio Noè (1. červenec 1991 – 24. duben 2002 rezignoval)
- Francesco Marchisano (24. duben 2002 – 5. únor 2005 jmenován předsedou Pracovního úřadu Apoštolského stolce)
- Angelo Comastri (5. února 2005 – 20. února 2021)
- Mauro Gambetti, od 20. února 2021